# Scopula illiturata
Scopula illiturata är en fjärilsart som beskrevs av Walker 1862. Scopula illiturata ingår i släktet Scopula och familjen mätare. Inga underarter finns listade.